# T.R. Knight
Theodore Raymond "T.R." Knight, född 26 mars 1973 i Minneapolis i Minnesota, är en amerikansk skådespelare.
Knight är mest känd för sin roll i Grey's Anatomy där han spelade Dr. George O'Malley. Han har också gästspelat i bl.a. CSI och Law and Order och gästskådespelat i The Good Wife och medverkat i en rad teaterpjäser i sin födelsestad. 
Ett bråk med medspelarna Isaiah Washington och Patrick Dempsey i Grey's Anatomy ledde till att Knight berättade att han är homosexuell. Han lämnade serien efter säsong 5 eftersom han kände att det inte fanns mycket mer att hämta ur sin rollkaraktär.